# Szabadbolt

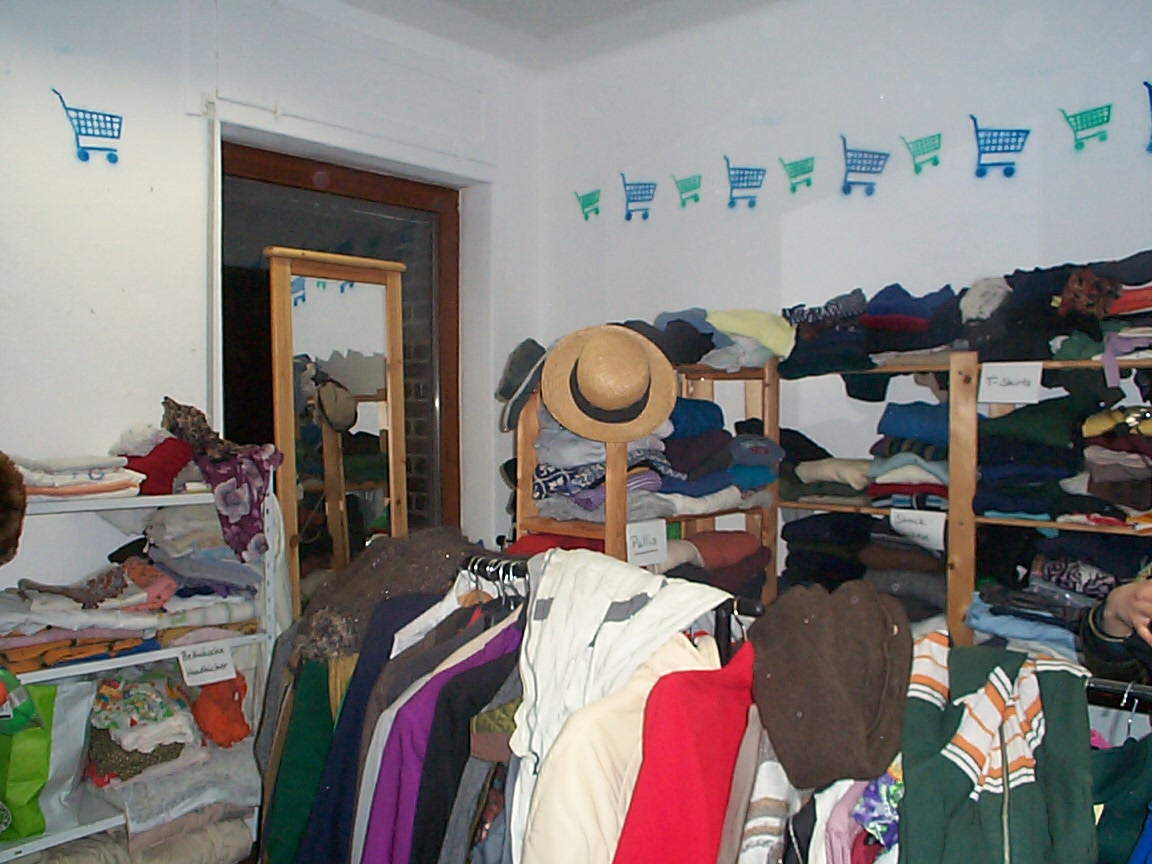
Egy szabadbolt belülről (Freiburg, Németország)

A szabadbolt (angolul give-away shop, freeshop) olyan hely, ahol minden áru ingyen van. Az adományboltokhoz hasonlóan leggyakrabban használt termékeket forgalmaz, azonban a javak fizetség nélkül hozzáférhetőek. Akár könyvről, bútorról, ruházati vagy háztartási kellékről van szó, minden szabadon elvihető, bár vannak szabadboltok, amelyek az “amennyit hoz, annyit visz” szabály alapján működnek (cserebolt, csere-bere piac, angolul swap shop).

## Célja és eredete
A szabadbolt a közvetlen közösségi cselekvés egy építő jellegű formája, amely pénz nélküli vásárlást kínál, lehetővé téve az áruk cseréjét a pénz alapú gazdaságon kívül. Az 1960-as évek amerikai ellenkultúrájába tartozó anarchista csoport a “The Diggers” nyitott először szabadboltokat, ahol a felesleges tárgyakat, továbbá ételt, élvezeti cikkeket és pénzt egyszerűen, ellenszolgáltatás nélkül továbbadták, ezen kívül ingyenes zenei előadásokat és politikai témájú művészi tevékenységeket szerveztek. 
A “The Diggers” név eredetileg a Gerraard Winstanley  vezette angol English Diggers-től származik egy, akiknek a célja egy kapitalizmustól és pénztől mentes mini-társadalom megteremtése volt.  Bár az 1960-as évektől a szabadboltok az Egyesült Államokban nem számítottak szokatlan jelenségnek, sok új szabadbolt alapítását a freegan mozgalom megjelenése hozta. Az ötletet ma szociális központok és környezetvédők új generációi éltetik tovább, akik a fogyasztói kultúrára való figyelemfelhívásnak és a termékek újrahasználatának hatásos módját látják benne. A nyugat-európai országokban a 2000-es években már számos szabadboltot találhatunk, és a volt szocialista országok egyes nagyobb városaiban is feltűntek hasonló kezdeményezések.
A nyugati kultúrában az ingyenes javak elfogadása sokak számára a társadalmi megbélyegzettség  kényelmetlen érzésével jár, ezért a szabadboltokat használók legtöbbjét vagy a rászorultság (alacsony jövedelmű társadalmi csoportok, mint például diákok, egyedülálló szülők, időskorúak) vagy meggyőződés hajtja (antikapitalisták, környezetvédők stb.). A cserebolt (angolul swap shop) intézménye az egyik lehetséges módja a ennek a vélt vagy valós társadalmi ellenérzésnek az enyhítésére vagy elkerülésére, mivel a csereboltban az elvitt tárgyért cserébe adományozni is kell valamit.

## Hasonló kezdeményezések
Az Egyesült Államokban “Tényleg Szabad Piac” (Really Really Free Market) csoportok szerveznek  rendszeres “vásárokat” városi parkokban. A résztvevőket arra ösztönzik, hogy megosszák felesleges tárgyaikat, ételüket, képességeiket (pl. fodrászkodás, szórakoztatás) másokkal, majd takarítsanak össze maguk után, és vigyék haza az esemény során esetlegesen el nem kelt tárgyaikat. Más esetekben, hasonlóan a lomtalanításhoz, a használt javakat az adományozók házai elől lehet begyűjteni, így takarítva meg a központi helyre szállítás költségét. Az adományozók gyakran nem pénzügyi okokból, vagy szigorúan vett antikapitalista elvek miatt vesznek részt, hanem azért, hogy így szabaduljanak meg az amúgy is hulladékká váló tárgyaiktól, amelyek egyébként a hulladéklerakón végeznék.
A Freecycle Network létrehozása egy másik, viszonylag új kezdeményezés a szabadbolt-mozgalmon belül. Eredetileg az Egyesült Államok Arizona államából indult, és azzal a céllal jött létre, hogy a felesleges tárgyakkal rendelkező embereket összekösse azokkal, akiknek szüksége van valamire, ingyenes honlapokon létrehozott fórumok, internetes csoportok segítségével. Magyar kezdeményezésű megfelelője például a Szívesség közösség, illetve a különböző közösségi oldalakon létrehozott “lomtalanítás” csoportok.

## Fordítás
Ez a szócikk részben vagy egészben  a   Give-away shop című angol Wikipédia-szócikk ezen változatának fordításán alapul.  Az eredeti cikk szerkesztőit annak laptörténete sorolja fel. Ez a jelzés csupán a megfogalmazás eredetét és a szerzői jogokat jelzi, nem szolgál a cikkben szereplő információk forrásmegjelöléseként.